# Melanostigma atlanticum
Melanostigma atlanticum es una especie de pez de la familia de los Zoarcidae en el orden de los perciformes.

## Morfología
Los machos pueden llegar a alcanzar los 15 cm de longitud total.

## Alimentación
Come Foraminiferas, copépodos y ostrácodos.

## Hábitat
Es un pez de mar y de aguas profundas que vive entre 400-1.853 m de profundidad.

## Distribución geográfica
Se encuentra en el Atlántico noroccidental (desde Nueva Brunswick Canadá hasta Virginia-los Estados Unidos -), el Atlántico oriental (la costa occidental de Escocia y entre Cabo Blanco - Mauritania - e Islas Canarias) 

## Observaciones
Es inofensivo para los humanos. 